# Kővárremete község
Kővárremete község (románul: Comuna Remetea Chioarului) község Máramaros megyében, Romániában. Központja Kővárremete, beosztott falvai Berkeszpataka, Kisremete, Magyarberkesz, Pusztafentős.

## Népessége
A 2011-es népszámlálás adatai alapján a község népessége 2834 fő volt.